# Partido Nueve de Julio
Nueve de Julio ist ein Partido im Norden der Provinz Buenos Aires in Argentinien. Laut einer Schätzung von 2019 hat der Partido 48.721 Einwohner auf 4.230 km². Der Verwaltungssitz ist die Ortschaft Nueve de Julio. Der Partido wurde 1865 von der Provinzregierung geschaffen. Der Name Nueve de Julio wurde inspiriert vom 9. Juli 1816, dem argentinischen Unabhängigkeitstag, dem Datum, an dem Argentinien seine Unabhängigkeit vom spanischen Weltreich erlangte.

## Orte
Nueve de Julio ist in 12 Ortschaften und Städte, sogenannte Localidades, unterteilt.
- Nueve de Julio (Verwaltungssitz)
- Dudignac
- Alfredo Demarchi
- Manuel B. Gonnet
- Patricios
- La Aurora
- Carlos María Naón
- Villa General Fournier
- Morea
- Doce de Octubre
- Marcelino Ugarte (Dennehy)
- Norumbega